# Olsztyn Gutkowo
Olsztyn Gutkowo – stacja kolejowa w Olsztynie przy ulicy Sokolej, na osiedlu Gutkowo, w północno-zachodniej części miasta. Jest to jeden z trzech dworców na terenie Olsztyna. Stacja posiada 3 perony i 5 torów (druga co do wielkości stacja w Olsztynie). 
Pomimo włączenia miejscowości Gutkowo w granice Olsztyna w 1987, aż do 2020 stacja zachowywała dotychczasową nazwę. PKP PLK zmianę nazwy stacji na Olsztyn Gutkowo przeprowadziła dopiero w czerwcu 2020 roku.

## Ruch pasażerski
| Rok  | Wymiana pasażerska na dobę |
| ---- | -------------------------- |
| 2017 | 20-49                      |
| 2022 | 20-49                      |